# Ryszard Kalisz
Pour les articles homonymes, voir Kalisz (homonymie).
Ryszard Roman Kalisz, né le 26 février 1957 à Varsovie, est un juriste et homme politique polonais, avocat, membre de la diète depuis 2001 (réélu en 2005, 2007 et 2011), ministre de l'Intérieur d'avril 2004 à octobre 2005.

## Biographie
En 1978, déjà membre d'instances de l'Union socialiste des étudiants polonais (pl), il adhère au Parti ouvrier unifié polonais (PZPR). En 1980, il obtient son diplôme de la Faculté de droit de l'Université de Varsovie, et effectue des stages dans un tribunal (1981-1983), puis dans une étude d'avocat (1984-1987). Il a également été stagiaire boursier à Zurich (1985). Depuis 1987, il exerce le métier d'avocat.
Après les changements de 1989, il prend part à la constitution de la SdRP puis de l'Alliance de la gauche démocratique. De 1993 à 1997, il travaille au Tribunal d'État (pl), puis à la commission constitutionnelle du parlement.
De 1997 à 2000, il travaille au cabinet du président de la République (pl) Aleksander Kwaśniewski puis au Conseil de sécurité nationale (pl).
Lors des élections législatives de 2001, il est élu député de Varsovie. Il siège comme membre observateur au Parlement européen (2003-2004) avant l'adhésion effective de la Pologne à l'Union européenne. Germanophone, il s'engage dans plusieurs initiatives germano-polonaises.
En 2004, il est nommé ministre de l'Intérieur et de l'Administration dans le gouvernement de Marek Belka jusqu'en octobre 2005 après la défaite de la gauche aux élections de 2005 (où il est lui-même réélu et siège désormais dans les rangs de l'opposition).
Lors de l'élection présidentielle de 2005, il soutient la candidature inaboutie de Włodzimierz Cimoszewicz.
Lors des élections anticipées de 2007, il conserve son siège obtenu sur la liste de la coalition Gauche et démocrates (LiD). Malgré sa réélection en 2011, il est battu dans différents votes internes à l'Alliance de la gauche démocratique, en désaccord avec Leszek Miller dont les thèses l'emportent.
En 2013, il est exclu du parti et quitte le groupe parlementaire, soutenant l'initiative de centre-gauche Europa Plus (pl) en créant l'association Dom Wszystkich Polska (Maison de tous - Pologne).

## Distinctions
- Chevalier grand-croix de l'ordre du Mérite de la République italienne
- Médaille du Mérite culturel polonais Gloria Artis
- Croix du Mérite de la République de Pologne
- Commandeur de l'ordre du Mérite de la République fédérale d'Allemagne